# Elbeuf-sur-Andelle
Elbeuf-sur-Andelle település Franciaországban, Seine-Maritime megyében. Lakosainak száma 446 fő (2022. január 1.). Elbeuf-sur-Andelle Vascœuil, Croisy-sur-Andelle, Saint-Aignan-sur-Ry, Saint-Denis-le-Thiboult és Morville-le-Héron községekkel határos.

## Népesség
A település népességének változása:
| Lakosok száma | 461  | 475  | 482  | 473  | 473  | 475  | 475  | 460  | 446  |
|               | 2013 | 2015 | 2016 | 2017 | 2018 | 2019 | 2020 | 2021 | 2022 |